# Rolls-Royce Twenty
La Twenty è un'autovettura costruita dalla Rolls-Royce dal 1922 al 1929. Fu una delle vetture che caratterizzò la produzione della casa automobilistica britannica negli anni venti, insieme alla Silver Ghost ed alla Phantom. In origine era stata studiata per essere condotta dai proprietari, ma molti esemplari furono in seguito guidati da chauffeur.
Aveva un motore in linea a sei cilindri con valvole in testa e di cilindrata di 3127 cm³. I pistoni avevano un alesaggio di 76 mm ed una corsa di 114 mm. A differenza della Silver Ghost il bloccocilindri era unico e non diviso in due unità di tre cilindri ciascuna. Il modello, nato con la sola accensione a bobina, venne dotato nel 1923 del magnete opzionale, in aggiunta alla bobina, magnete che diventò di serie a Novembre del 1923. I due impianti d'accensione erano distinti e dovevano essere usati singolarmente.
Fanno eccezione 2 soli autotelai, che nacquero provvisti del magnete tipo Watford E06 (quello montato sulla Silver Ghost) e potevano essere usati contemporaneamente, pur se operanti entrambi sulla medesima candela.
All'inizio della produzione la Twenty era provvista di un cambio a tre velocità con leva al centro della vettura. Centrale era pure il comando del freno a mano. Nel 1924 il comando del freno a mano venne spostato sul lato destro della vettura. Infine nel 1925, con l'introduzione del cambio a 4 velocità, anche la leva di azionamento del cambio venne spostata vicino a quella del freno a mano alla destra del guidatore.
Le sospensioni erano a balestra semiellittica su entrambi gli assi con ammortizzatori a frizione. I freni erano inizialmente solo sulle ruote posteriori. I freni sulle quattro ruote, con servofreno meccanico (brevetto Hispano-Suiza), sono stati introdotti nel 1925.
Dal 1927 comparve un sistema di lubrificazione centralizzato con pompa Bijou, mentre con l'ammodernamento del 1928 comparvero anche dei moderni ammortizzatori idraulici, i posteriori regolabili dal volante.
Anche sulla Twenty venne montato il famoso radiatore Rolls-Royce con forma a tempio greco. Quelli dei primi esemplari avevano listelli orizzontali nichelati, che in seguito all'ammodernamento del 1928, divennero verticali e rifiniti in cromo. Il radiatore di queste ultime versioni era anche 4 cm più alto.
Nel 1923 il telaio non carrozzato aveva un costo di 1.100 sterline mentre una vettura completa con carrozzeria torpedo costava circa 1.600 sterline.
Rolls Royce consigliava ai carrozzieri di non eccedere con il peso e le dimensioni della carrozza, onde sminuire le prestazioni della vettura.
Le vetture dotate di corrozzerie aperte e leggere raggiungevano facilmente i 100km/h, purtroppo però molto spesso le twenty furono dotate di imponenti carrozzerie, in realtà più adatte alla più grossa Ghost (che però costava 600 sterline in più) e l'auto acquisì erroneamente la fama di auto molto lenta.

## Apparizioni nei film
La battaglia di Sexes (1959), L'abominevole dottor Phibes (1971), Candleshoe (1977), etc.

## Galleria d'immagini

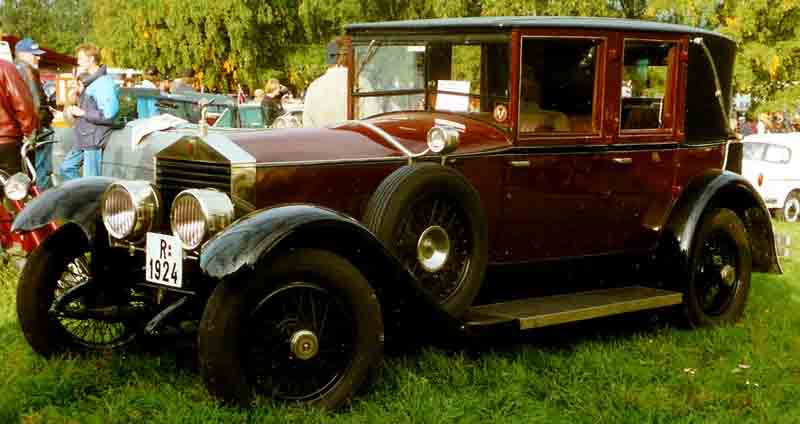
Una Rolls-Royce Twenty del 1924
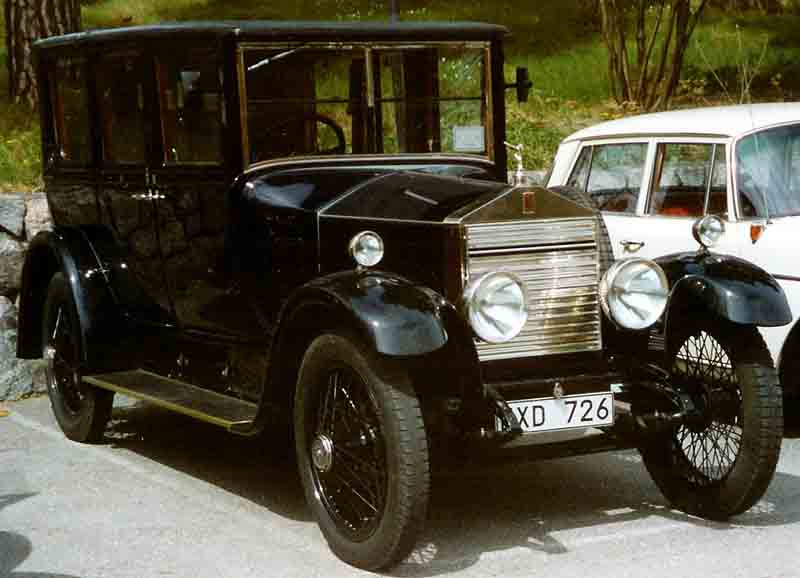
Una Rolls-Royce Twenty Landaulette del 1925
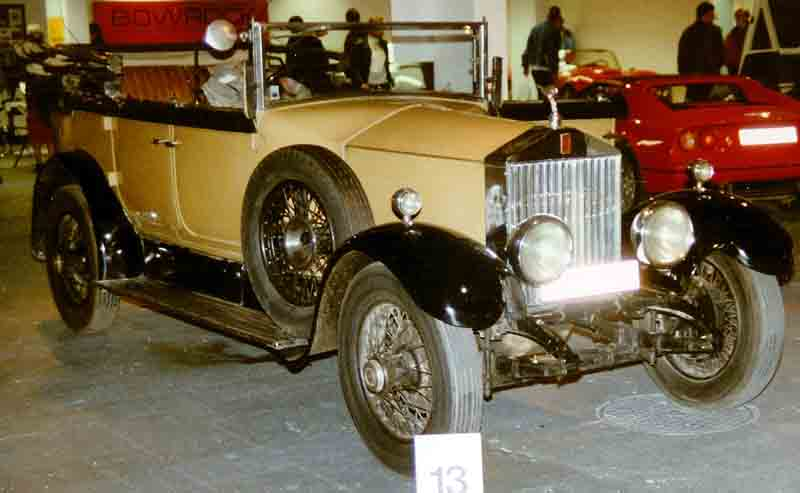
Una Rolls-Royce Twenty
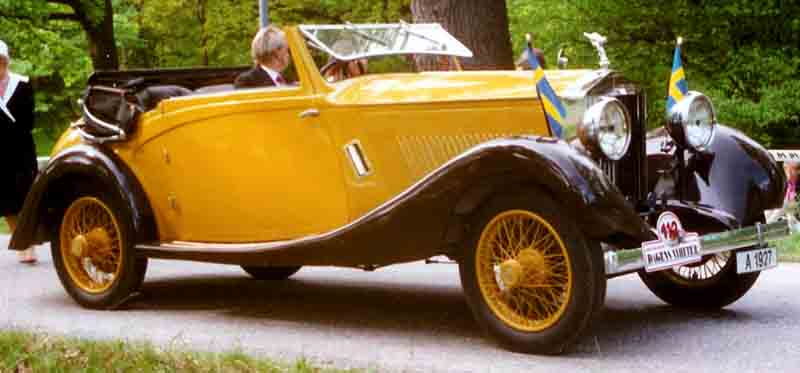
Una Rolls-Royce Twenty Drophead Coupé del 1927
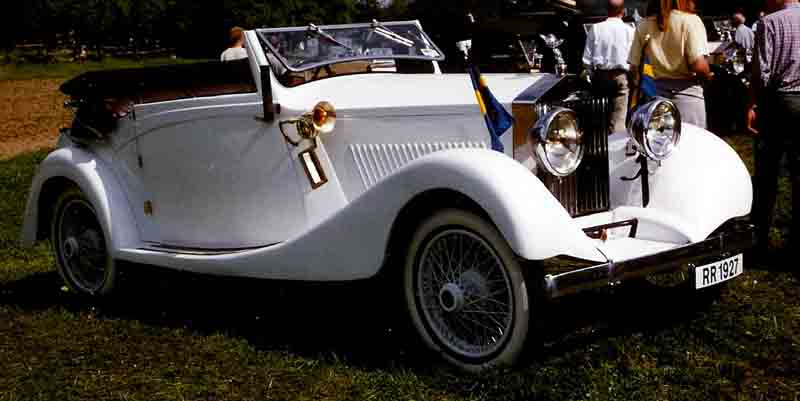
Una Rolls-Royce Twenty Drophead Coupé del 1927
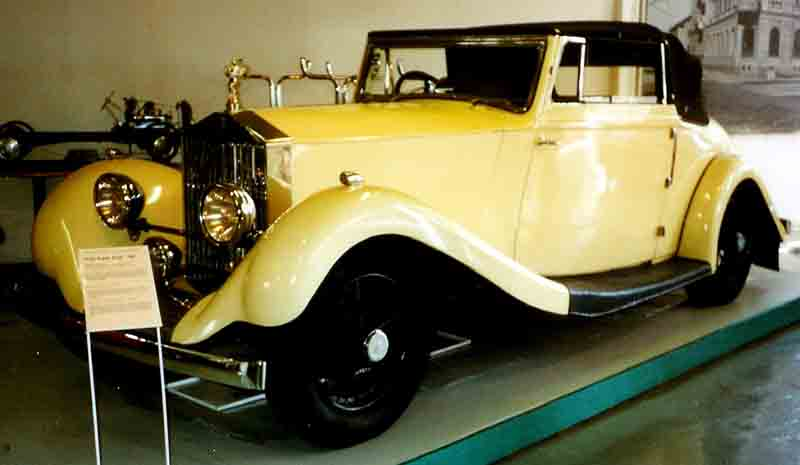
Una Rolls-Royce Twenty Drophead Coupé del 1927